# Sericania hazarensis
Sericania hazarensis är en skalbaggsart som beskrevs av Ahrens 2004. Sericania hazarensis ingår i släktet Sericania och familjen Melolonthidae. Inga underarter finns listade i Catalogue of Life.